# كرايغ رايت (كاتب)
كرايغ رايت (بالإنجليزية: Craig Wright)‏ هو كاتب سيناريو أمريكي، ولد في 1965 في بورتوريكو في الولايات المتحدة.

## وصلات خارجية
- كرايغ رايت على موقع IMDb (الإنجليزية)
- كرايغ رايت على موقع ألو سيني (الفرنسية)
- كرايغ رايت على موقع ميوزك برينز (الإنجليزية)
- كرايغ رايت على موقع قاعدة بيانات برودواي على الإنترنت (الإنجليزية)
- كرايغ رايت على موقع قاعدة بيانات الأفلام السويدية (السويدية)
- كرايغ رايت على موقع قاعدة بيانات الفيلم (الإنجليزية)
- كرايغ رايت على موقع كينوبويسك (الروسية)